# Leidenfrostův jev

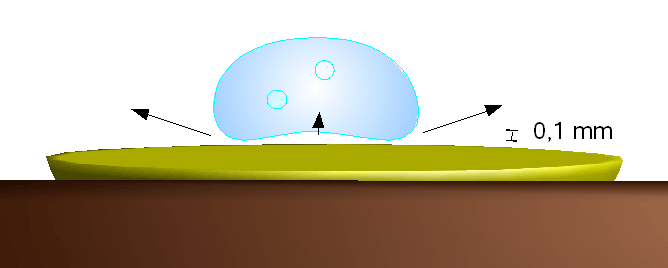
Leidenfrostův jev

Na styku látky (nejčastěji kapaliny) s vodorovnou stěnou, jejíž teplota značně převyšuje teplotu látky, dochází k vypařování části objemu látky, které je doprovázeno tzv. Leidenfrostovým jevem.
Když je například kapalina v kontaktu s výrazně teplejším povrchem (rozdíl teplot mezi povrchem a kapalinou musí být alespoň 193 °C) vypaří část svého vlastního objemu a vytvoří tím páru, která kapalinu tepelně izoluje od povrchu. Kapalina vytváří drobné kuličky, které konají rychlý neuspořádaný pohyb, přičemž se odpařováním neustále zmenšují. Mezi kapalinou a pevnou látkou se tedy nemohou uplatnit adhezní síly a v důsledku působení sil povrchového napětí se vytvoří kulička.
Leidenfrostův jev se nevyskytuje jen u vody. Například tekutý dusík (-195,8 °C) při kontaktu s objekty pokojové teploty (nebo lidského těla) vytváří tenkou izolační vrstvu páry.
Vrstva páry není pod kapkou kapaliny ve všech místech stejně tlustá a na jedné straně z pod kapky páry uniká více. Kapka kapaliny je touto unikající parou tažena stejným směrem. Vědci také vyrobili povrch se zářezy ideálními pro únik páry a tudíž jsou schopni posílat kapky kapaliny určitým směrem, Dokonce pod jistým úhlem je možné, aby kapka stoupala.